# باشگاه فوتبال آیزول
باشگاه فوتبال آیزول (انگلیسی: Aizawl F.C.) یک باشگاه فوتبال در شهر آیزول، هند است.
این باشگاه که در سال ۱۹۸۴ تأسیس شده در آی-لیگ هند بازی می‌کند و در فصل ۲۰۱۶–۱۷ به مقام قهرمانی رسیده‌است.
تیم آیزوال در رقابت با ذوب آهن در مرحله پلی آف از ذوب آهن اصفهان شکست خورد و حذف شد.